# King City, Kalifornien
King City är en stad (city) i Monterey County, i delstaten Kalifornien, USA. Enligt United States Census Bureau har staden en folkmängd på 13 093 invånare (2011) och en landarea på 10 km².